# تجمع قرن (مودية)

تعديل مصدري - تعديل

تجمع قرن هو "تجمع بدوي" في  عزلة مودية بمديرية مودية التابعة لمحافظة أبين، بلغ تعداد سكانها 29 نسمة حسب تعداد اليمن لعام 2004.